# دوغ ديفيس (لاعب كرة قاعدة أمريكي)
دوغ ديفيس (بالإنجليزية: Doug Davis)‏ هو لاعب كرة قاعدة أمريكي، ولد في 21 سبتمبر 1975 في ساكرامنتو في الولايات المتحدة.

## وصلات خارجية
- دوغ ديفيس على موقع دوري كرة القاعدة الرئيسي (الإنجليزية)
- دوغ ديفيس على موقعبيزبول رفرنس.كوم (الدوري الرئيسي) (الإنجليزية)
- دوغ ديفيس على موقعبيزبول رفرنس.كوم (الدوري الثانوي) (الإنجليزية)
- دوغ ديفيس على موقع إي إس بي إن.كوم (أم.أل.بي) (الإنجليزية)
- دوغ ديفيس على موقع مشجعي الرسوم البيانية (الإنجليزية)